# Jurij Jewtuchowicz
Jurij Nikołajewicz Jewtuchowicz, ros. Юрий Николаевич Евтухович (ur. w 1913 r. w Tambowie, zm. w II poł. 1945 r. w ZSRR) – kolaborant podczas II wojny światowej
Na przełomie lat 30./40. studiował. Po ataku wojsk niemieckich na ZSRR 22 czerwca 1941 r., został zmobilizowany do Armii Czerwonej. Służył w stopniu podporucznika. W sierpniu tego roku dostał się do niewoli niemieckiej, po czym osadzono go w obozie jenieckim. Po pewnym czasie podjął kolaborację z Niemcami. Został tłumaczem, wstąpił do Rosyjskiej Armii Wyzwoleńczej (ROA). Następnie objął funkcję wykładowcy w szkole podoficerskiej, szkolącej byłych czerwonoarmistów do służby w oddziałach karnych w służbie niemieckiej. Około 30 spośród absolwentów szkoły zostało przerzuconych przez linię frontu w celu wykonywania zadań dywersyjnych. Jednocześnie J. N. Jewtuchowicz uczestniczył w akcjach antypartyzanckich i karnych na okupowanej Smoleńszczyźnie. Otrzymał stopień podporucznika Wehrmachtu. Latem 1943 r. zawerbował w domach dziecka na okupowanych terenach ZSRR ponad 60 chłopców i dziewczynek w wieku od 10 do 14 lat, przewożąc ich do Hemfurth pod Kasselem, gdzie mieściła się niemiecka szkoła dywersantów. Szkolił ich w zakresie działań dywersyjno-wywiadowczych. Stworzono mu fikcyjny życiorys – występował jako biały emigrant rosyjski Jurij Wasiliewicz Rostow-Białomorin. Pod koniec stycznia 1945 r., podczas ewakuacji szkoły, przeszedł wraz z częścią kadry i wykładowców na sowiecką stronę frontu (w wyniku działań współpracownika sowieckich służb specjalnych). Po procesie skazano go w sierpniu tego roku na karę śmierci, wkrótce wykonaną przez rozstrzelanie.